# 天苑五
波江座ζ，又名BD-09 624，HD 20320、SAO 130387、HR 984，是波江座的一颗恒星，视星等为4.8，位于銀經191.58，銀緯-51.31，其B1900.0坐标为赤經3h 10m 58.5s，赤緯-9° -51.31′ 28″。